# 詹姆斯·韦伯

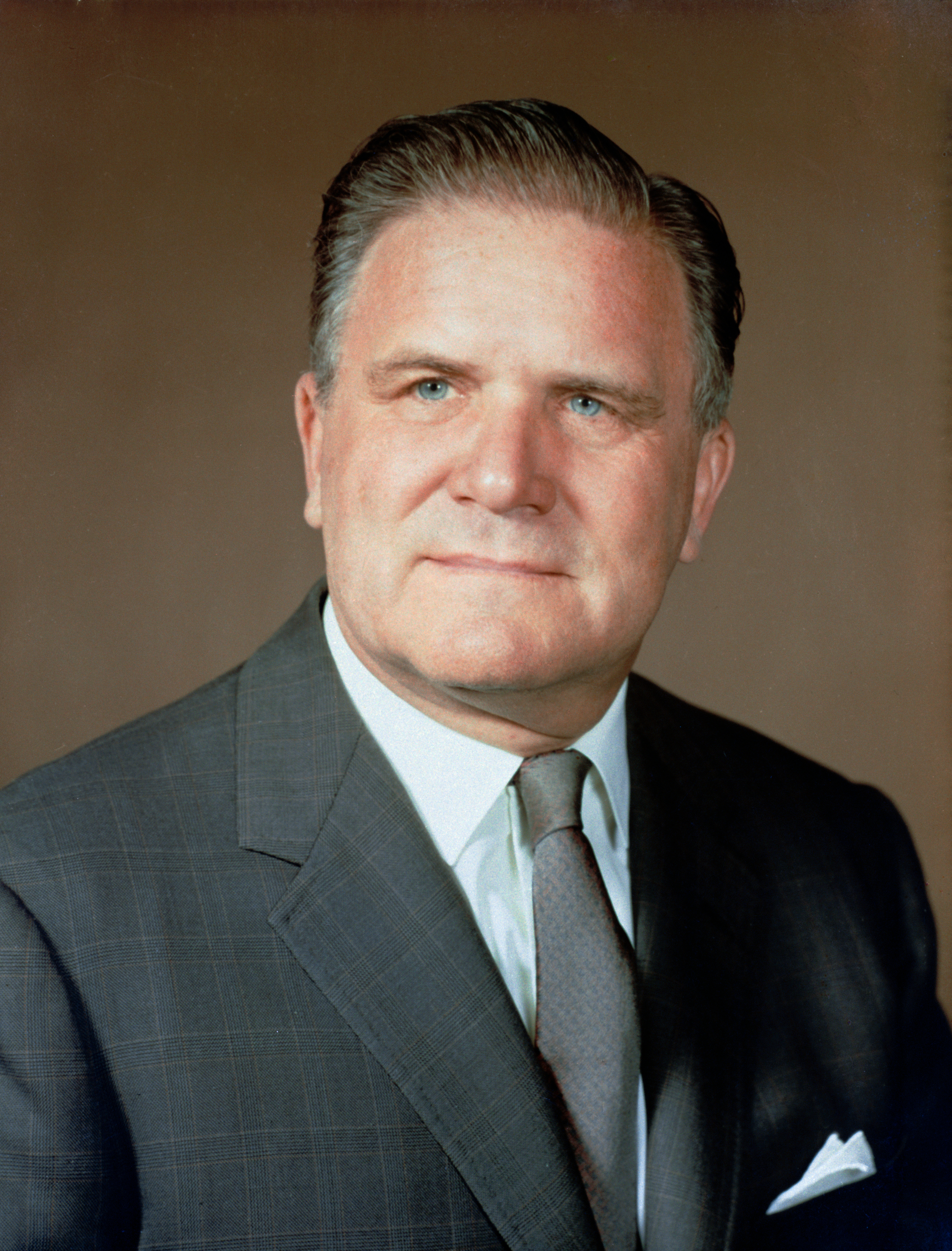
詹姆斯·韦伯

詹姆斯·埃德温·韋伯（1906年10月7日—1992年3月27日），于1949年至1952年期间担任美国次国务卿。1961年2月14日至1968年10月7日期间担任美国国家航空航天局的第二任局长。詹姆斯·韦伯太空望远镜以他的名字命名。

## 中国大陆地区官方翻译名称
2021年12月23日，中华人民共和国全国科学技术名词审定委员会公告，在JWST原发射预定之际，将JWST在大陆地区的官方术语翻译名称审定为詹姆斯·韦布空间望远镜。并将James Webb在中国大陆地区的官方术语翻译名称审定为詹姆斯·韦布。此前，美国宇航局介绍该望远镜使用的简体中文名称为詹姆斯·韦伯空间望远镜。

### 扩展阅读
- Portions of this article are based on public domain text from NASA （页面存档备份，存于）.